# Intramacronucleata
Intramacronucleata — підтип війчастих протистів, один з двох підтипів інфузорій. Основною ознакою для таксономії інфузорій є спосіб, яким здійснюється поділ макронуклеуса під час поперечного поділу клітини. В інфузорій підтипу Intramacronucleata поділ макронуклеуса досягається дією мікротрубочок, які збираються всередині самого макронуклеуса. У представників підтипу Postciliodesmatophora поділ спирається на мікротрубочки, утворені поза макронуклеусом.